# Roy Malcolm Acheson
Roy Malcolm Acheson (* 18. August 1921 in Belfast; † 2. April 2003 in Brighton) war ein irisch-amerikanischer Epidemiologe.

## Leben
Acheson wurde als ältester Sohn des Arztes Malcolm King Acheson († 1962) und Dorothy Josephine (geb. Rennoldson; † 1976) geboren. Sein ursprünglicher Vorname war Malcolm Ray – Er ließ diesen Namen aus unbekannten Gründen allerdings ändern. In seiner Jugend war er ein begeisterter Rugbyspieler. Acheson besuchte die Merchiston Castle School in Edinburgh und besuchte 1938 das Trinity College in Dublin mit der Absicht, den Fußstapfen seines Vaters in den Arztberuf zu folgen.
Am 16. März 1950 heiratete Acheson in der römisch-katholischen Kirche St. Vincent’s in Altrincham die 22-jährige Medizinstudentin Fiona O’Brien. Aus der Ehe entstanden zwei gemeinsame Söhne, Malcolm und Vincent, und eine Tochter, Marigo.
Er beschäftigte sich außerdem mit Golf, Tennis, Chorgesang und Ornithologie. Im Ruhestand lebte er in Brighton. Seine Ehe wurde nach knapp 40 Jahren 1990 geschieden. Er starb am 2. April 2003 im Pflegeheim Dane House in Brighton an Prostatakrebs und wurde von seiner Frau sowie seinen drei Kindern überlebt.

## Karriere
Während des Zweiten Weltkriegs brach er sein Medizinstudium ab und verbrachte ab 1940 fünf Jahre als Freiwilliger beim North Irish Horse, einer Einheit der British Territorial Army, in Nordafrika. Er diente in Italien und nahm an der Schlacht von Longstop Hill in Tunesien teil. Er wurde 1944 zum Offizier ernannt und verließ die Armee als Lieutenant.
Mit Kriegsende kehrte er nach Trinity zurück und schloss 1951 sein Studium am Brasenose College in Oxford ab. In Zusammenarbeit mit Alice Stewart entwickelte er 1953 die „Oxford-Methode“ zur Beurteilung des Knochenwachstums. Im Jahr 1954 promovierte er zum Doktor der Medizin. 1955 erhielt Acheson durch eine Arbeit über tuberkulöse Meningitis gleichzeitig ein Radcliffe-Reisestipendium der Universität Oxford und ein Rockefeller-Reisestipendium. Er verbrachte ein Jahr in den Vereinigten Staaten an der Harvard School of Public Health und der Western Reserve University in Cleveland. Anschließend kehrte er nach Irland zurück, wo er als Dozent für Sozialmedizin am Trinity College tätig war, 1957 ein Stipendium erhielt und 1962 zum Doctor of Science promoviert wurde. Von 1959 bis 1962 war er Senior Lecturer und dann Reader für Sozial- und Präventivmedizin in einer gemeinsamen Anstellung zwischen dem Guy’s Hospital und der London School of Hygiene and Tropical Medicine.
1962 fing Acheson als Associate Professor an der Yale School of Medicine an, um eine neue Abteilung für Epidemiologie chronischer Krankheiten aufzubauen. In den zehn Jahren, die er dort tätig war (1964 wurde er zum Full Professor ernannt), entwickelte er ein Lehr- und Ausbildungsprogramm mit einem besonderen Forschungsinteresse auf dem Gebiet der Erkrankungen des Bewegungsapparats, insbesondere der Arthritis. Er verfasste Arbeiten über Gicht, Arthrose und der Vorbeugung von Bluthochdruck und später auch über Medizin in der Gesellschaft, medizinische Ausbildung und die Organisation der medizinischen Versorgung. Als Fellow des Jonathan Edwards College war er von 1966 bis 1975 auch an den Aktivitäten des Undergraduate-Bereichs aktiv beteiligt. Als Ergebnis seiner Zeit und seiner Berufungen in Amerika wurde er 1967 als amerikanischer Staatsbürger eingebürgert.
1972 kehrte Acheson nach London zurück, um das Centre for Extension Training in Community Medicine an der London School of Hygiene and Tropical Medicine zu gründen, dessen Direktor er vier Jahre lang war. Er wurde im selben Jahr zum Fellow des Royal College of Physicians ernannt und war Fellow der Faculty of Community Medicine und der Faculty of Occupational Medicine. Im Jahr 1974 wurde er Professor für Studien im Gesundheitswesen an der University of London. 1976 wechselte er erneut nach Cambridge, wo er als Gründungsprofessor für Community Health an der sich entwickelnden medizinischen Fakultät tätig war; außerdem wurde er Fellow des Churchill Colleges. Bei seiner Emeritierung im Jahr 1988 wurde er zum Professor ernannt.

## Wirken
Über viele Jahre hinweg war Acheson an mehreren Initiativen der Rockefeller Foundation beteiligt. Die wohl wichtigste war die Organisation eines einwöchigen Seminars in Cambridge im Jahr 1979, mit dem das Internationale Netzwerk für klinische Epidemiologie (INCLEN) ins Leben gerufen wurde. Eine Gruppe angesehener britischer und ausländischer Akademiker machte junge Kliniker von medizinischen Fakultäten in Entwicklungsländern mit der potenziellen Bedeutung der Epidemiologie für die Bewertung ihrer Gesundheitsdienste und der Zuweisung ihrer begrenzten medizinischen Ressourcen vertraut. Zum Zeitpunkt von Achesons Tod blühte INCLEN posthum weiter auf und hatte etwa 500 Fakultätsmitglieder aus rund 50 Einrichtungen in 26 Ländern ausgebildet. Acheson organisierte auch ein breit angelegtes Seminar im Bellagio Study and Conference Center der Rockefeller Foundation, aus dem ein wichtiger Band über die öffentliche Gesundheitserziehung hervorging. Er war ein frühes Mitglied der International Epidemiological Association, die ebenfalls von der Rockefeller Foundation initiiert wurde, und fungierte viele Jahre lang als Sekretär der Vereinigung, organisierte viele ihrer Tagungen und Seminare und war Herausgeber bzw. Mitherausgeber zahlreicher von ihr veröffentlichter Bände. Er war als Berater und Gutachter für viele Organisationen und Regierungsstellen tätig, darunter die Panamerikanische Gesundheitsorganisation, die Weltgesundheitsorganisation und die National Institutes of Health.

## Publikationen
- Sociology (v. 1) (Seminars in Community Medicine). Oxford University Press, 1976, ISBN 0-19-261120-8

- Health, Society and Medicine. Blackwell Scientific Publications, 1984

- Wickliffe Rose of the Rockefeller Foundation: 1862–1914, the Formative Years. Killycarn Press, 1992, ISBN 0-9518908-0-8

## Auszeichnungen
- 1972: Fellow of the Royal College of Physicians